# Südlohn
Südlohn (plattdeutsch Söddloon) liegt im westlichen Münsterland im Nordwesten des Bundeslands Nordrhein-Westfalen und ist eine kreisangehörige Gemeinde des Kreises Borken im Regierungsbezirk Münster. Im Jahre 2006 feierte die Gemeinde Südlohn zusammen mit der katholischen Kirchengemeinde St. Vitus (heute: St. Vitus und St. Jakobus) ihr 775-jähriges Bestehen. Das Rathaus befindet sich im Ortsteil Oeding.

## Geografie
Die Gemeinde Südlohn liegt an der Grenze zu den Niederlanden. Die Einreise ins westlich gelegene Nachbarland ist über den Grenzübergang Oeding möglich. In Zusammenhang mit dem Schengener Abkommen finden hier kaum mehr Kontrollen statt. Nachbarkommunen sind auf deutscher Seite im Norden Stadtlohn, im Osten Gescher, im Südosten Velen und im Süden Borken. Auf niederländischer Seite grenzt Südlohn an Winterswijk.
Im Zuge einer Gebietsanpassung, die zwischen den Kommunen Südlohn und Borken im Jahr 2020 beraten, beschlossen und zum 1. Januar 2021 wirksam wurde, gehört seitdem auch der Bereich nördlich der Hedwigstraße zum Borkener Stadtgebiet. Bislang verlief die Grenze praktisch entlang der Bordsteinkante. Dies hatte zur Folge, dass Anliegerinnen und Anlieger, die in Burlo verwurzelt waren, formal zu Oeding gehörten. Dieser Missstand wurde durch die Gebietsanpassung behoben.
Die Gemeinde Südlohn besteht aus den Ortsteilen Südlohn und Oeding.
- Zu Südlohn gehören die Bauerschaften Brink, Eschlohn, Horst, Tünte, Venn und Wienkamp.
- Zu Oeding können die Bauerschaften Ebbinghook, Feld, Fresenhorst, Hessinghook, Hinterm Busch, Look, Pingelerhook und Sickinghook gezählt werden.

Von Ost nach West durchfließt die Schlinge, die nur wenige Kilometer östlich auf dem Gebiet von Gescher entspringt, die Gemeinde. Auf ihrem weiteren Verlauf durch den gelderländischen Achterhoek heißt sie zunächst Boven-Slinge. Der Unterlauf wird als Bielheimerbeek bezeichnet, die bei Doetinchem in die Issel mündet.

## Geschichte

### Seit der Frühzeit
Resultierend aus der Teilung des alten Kirchspiels Lohn in die Teile Nordlohn, dem heutigen Stadtlohn, und Südlohn wurde die bereits seit dem 12. Jahrhundert vorhandene Sankt Vitus-Kapelle im Jahr 1231 zu einer eigenständigen Pfarrkirche erhoben. Damit wurde die Grundlage für die Bildung einer eigenständigen Siedlung geschaffen.
Auf Grund des spanisch-niederländischen Krieges (1568–1648), der auch Auswirkungen auf die grenznahen Regionen hatte, erhielt Südlohn 1597 durch den Bischof von Münster das Recht, den Ort mit Wall und Graben zu befestigen. Mit Verleihung der Marktrechte am 11. April 1617 galt der Ort als Wigbold oder Kleinstadt.
Abgeschlossen wurde der Stadtwerdungsprozess durch die Einführung eines Stadtsiegels, das 1761 erstmals erwähnt wird. Das Siegelbild zeigt ein dreiblättriges Kleeblatt mit der Umschrift „Sigil des Wigbohlt Sutlohn“. Die Hintergründe für die Wahl dieses Siegelbildes sind unbekannt. Das Bild wird zwar heute als Kleeblatt gedeutet, kann aber auch etwas anderes darstellen. Das alte Siegel wurde bis etwa 1840 genutzt.

Oeding

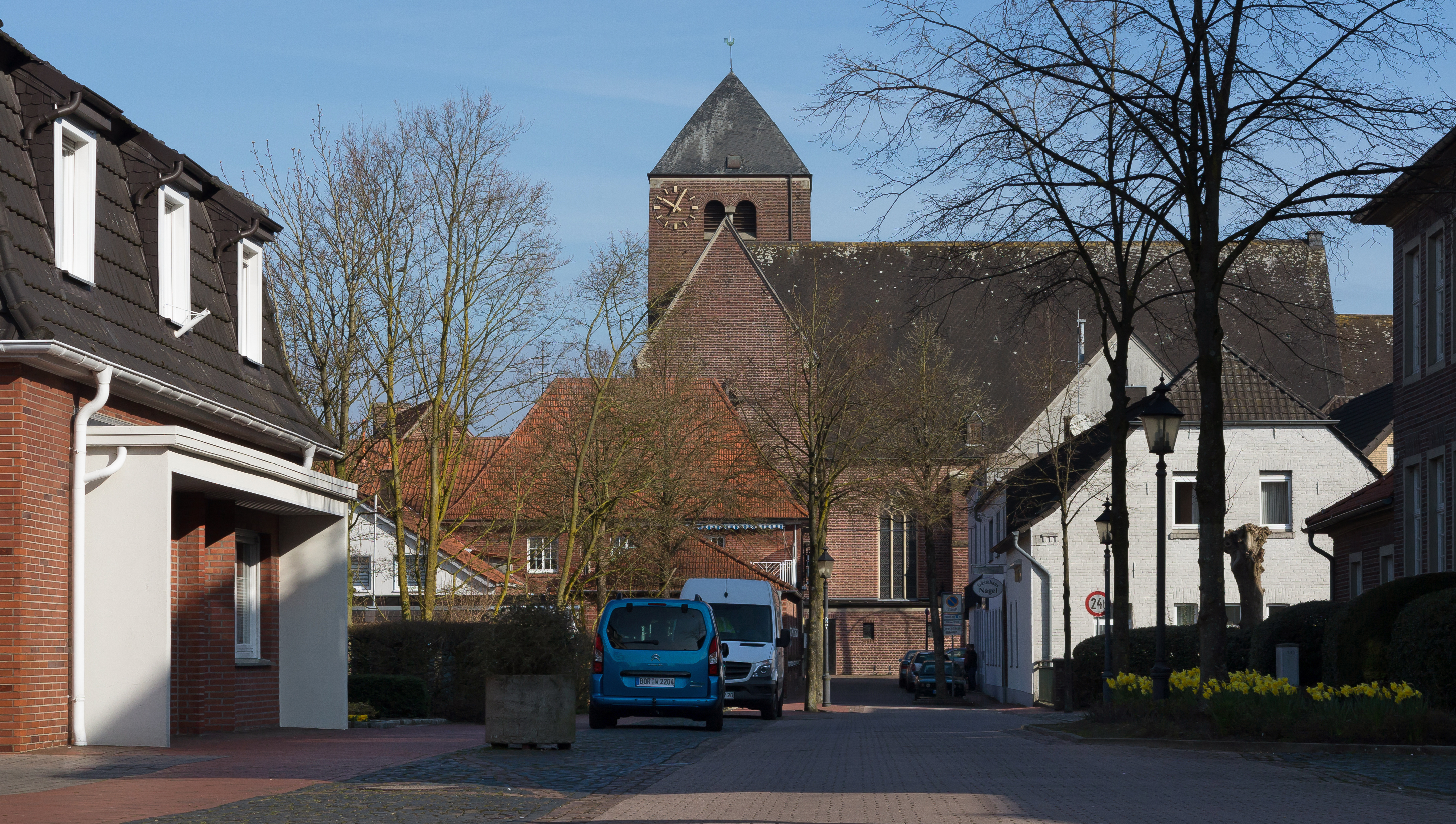
Südlohn, die katholische Pfarrkirche Sankt Vitus

Der Ortsteil Oeding geht auf die erstmals 1170 in Urkunden erwähnte im Südwesten des damaligen Kirchspiels Lohn gelegene Bauerschaft Nichtern mit dem Haupthof Oeding zurück. Dieser Haupthof, auf dem sich bereits eine Burg befand, wurde 1353 an den Münsteraner Bischof verkauft, der diesen bis zum Verkauf 1554 als Lehen unter anderem an die Herren von Gemen vergeben hat. Diese bauten ab 1372 die zuvor infolge einer Auseinandersetzung mit aufständischen Rittern eingenommene Burg samt einer kleinen Siedlung wieder auf, die rechtlich direkt dem Burgherren unterstellt war. Es bildete sich so im Laufe der Zeit eine Burgfreiheit, der Ursprung der Siedlung Oeding.
Im Zuge des Wiener Kongresses wurde die Gemeinde Südlohn 1815 nach jahrhundertelanger Herrschaft des Hochstifts Münster dem Königreich Preußen zugeschlagen. Von 1844 bis 1883 bildete die Gemeinde Südlohn einschließlich den Bauerschaften Eschlohn und Nichtern und dem Flecken Oeding das eigenständige Amt Südlohn. Danach wurde das Amt Südlohn dem Amt Stadtlohn angegliedert. Die Gemeinde Südlohn trat im Jahr 1907 Gebiete an die neue Gemeinde Oeding ab.
Um die Wende zum 20. Jahrhundert hat in beiden Ortsteilen, die zuvor fast ausnahmslos landwirtschaftlich geprägt und in denen lediglich kleine Handwerksbetriebe beheimatet waren, die Industrialisierung Einzug gehalten. So siedelten sich auch auf dem Gebiet der heutigen Gemeinde Betriebe der Textilproduktion und -verarbeitung an, die über Jahrzehnte das Leben in der Gemeinde prägten.

### Gebietsreform
Nachdem sich die beiden bis dahin amtsangehörigen Gemeinden Südlohn und Oeding im Rahmen der Gebietsreform auf einen Zusammenschluss geeinigt hatten, wurde die neue amtsfreie Gemeinde Südlohn zum 1. Juli 1969 per Gesetz gebildet. In Zusammenarbeit mit dem Staatsarchiv Münster und einem Heraldiker wurde das neue Wappen, bestehend aus dem Kleeblatt für Südlohn und dem Burgturm für Oeding entworfen.

## Politik

### Gemeinderat
- CDU 11 Sitze (−3)
- UWG 5 Sitze (±0)
- SPD 4 Sitze (±0)
- FDP 3 Sitze (+2)
- WSO 7 Sitze (+7)

Wahlperiode 2020–2025

### Bürgermeister
- Bürgermeister Werner Stödtke (parteilos) wurde im September 2020 mit 53,44 Prozent der Stimmen gewählt.

### Wappen, Banner und Flagge
Mit Urkunde vom 15. Januar 1971 verlieh der münstersche Regierungspräsident Josef Schneeberger der neuen Gemeinde Südlohn das Recht zur Führung eines Wappens, eines Dienstsiegels, eines Banners und einer Hissflagge.

#### Wappen
Die amtliche Wappenbeschreibung (Blasonierung) des heute gültigen Gemeindewappens lautet: „Von Silber (Weiß) zu Rot schräglings geteilt. Oben ein aufrechtes dreiblättriges grünes Kleeblatt; unten ein aus dem Schildrand wachsender silberner (weißer) Turm mit Kegeldach und über einem Zinnenfries ausladenden Obergeschoss. Von den sechs schwarzen Fenstern sind vier paarweise über dem Fries, zwei pfahlweise (heraldisch) rechts darunter angeordnet.“
Das Wappen ist eine Kombination der früheren Gemeindewappen von Südlohn (Kleeblatt; entstammt einem Siegel des aus dem Jahre 1761) und Oeding (Burgturm der Burg Oeding).

Wappen
Banner
Flagge
Wappen der ehem. Gemeinde Oeding
Wappen der Gemeinde Südlohn 1964 – 1971

#### Banner und Flagge
Beschreibung des Banners: „Die Gemeinde führt ein Banner mit dem Gemeindewappen. Das Banner ist in drei Bahnen im Verhältnis 1:3:1 von Rot zu Weiß zu Rot längsgestreift und zeigt das Gemeindewappen in der Mitte der oberen Hälfte der weißen Bahn.“
Beschreibung der Flagge: „Die Gemeinde führt eine Hissflagge mit dem Gemeindewappen. Die Hissflagge ist in drei Bahnen im Verhältnis 1:3:1 von Rot zu Weiß zu Rot längsgestreift (gemeint ist quergestreift) und zeigt in der Mitte der weißen Bahn das Gemeindewappen im Schild.“

## Kultur und Sehenswürdigkeiten

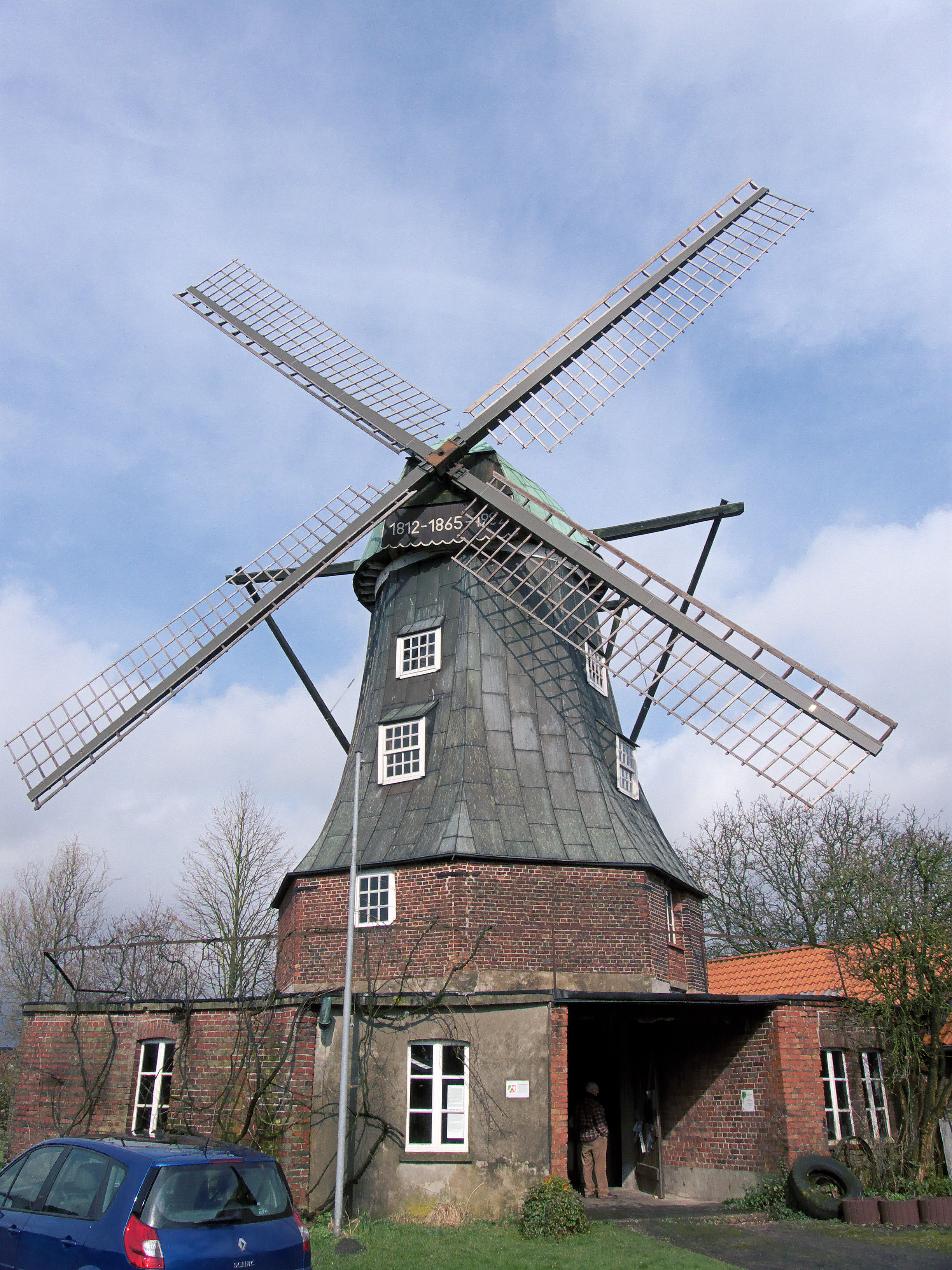
Windmühle Menke, 2009

### Turmwindmühle Menke in Südlohn
Die Turmwindmühle Menke wurde 1812 nach holländischem Vorbild als achteckiges Gebäude errichtet. Sie bildet zusammen mit dem benachbarten Müllerhaus ein bedeutendes Ensemble einer dörflichen Mühlenanlage. Im Inneren sind noch vollständig die Maschinen und Einrichtungen aus der Zeit der frühen Industrialisierung vorhanden. Ferner ist noch ein altes Sägegatter in Funktion. Die Mühle befindet sich seit 1865 im Besitz der Familie Menke. Innenbesichtigung nach Voranmeldung, außerdem am „Mühlentag“ jeweils Pfingstmontag.
Seit 2008 finden in der Mühle Menke auch Trauungen statt. 

### Herrensitz Haus Lohn in Südlohn
Der ehemalige Stammsitz einer Nebenlinie der Dynasten von Lohn liegt an der Schlinge. Das noch teilweise umgräftete Herrenhaus wurde 1795 nach einem Brand wiedererrichtet. Es ist der einzige frühklassizistische Adelssitz im Kreis Borken und seit 1907 in Privatbesitz. Das Gebäude ist bewohnt und kann deshalb nur von außen besichtigt werden.

### St.-Vitus-Kirche in Südlohn
Die spätgotische Hallenkirche St. Vitus im Münsterländer Typus wurde 1507 errichtet (Nordportal), im Kern ist sie jedoch wesentlich älter. Vermutlich ist das Gotteshaus aus einer Kapelle bei der Erhebung zu einer eigenständigen Pfarrei 1231 entstanden. 1936 wurde die Kirche nach Plänen des Architekten Ernst Kreytenberg um ein Joch erweitert. Dabei wurde der spätromanische Turm abgebrochen und durch einen neuen Turm ersetzt.
Besonders sehenswert sind das kostbare Innere mit Resten der Barockausstattung und die spätgotischen Deckenfresken (um 1510) mit figürlichen Darstellungen und Rankendekorationen, die erst 1961 wiederentdeckt wurden. Sie sind die umfangreichsten des Münsterlandes.

### Burgturm in Oeding

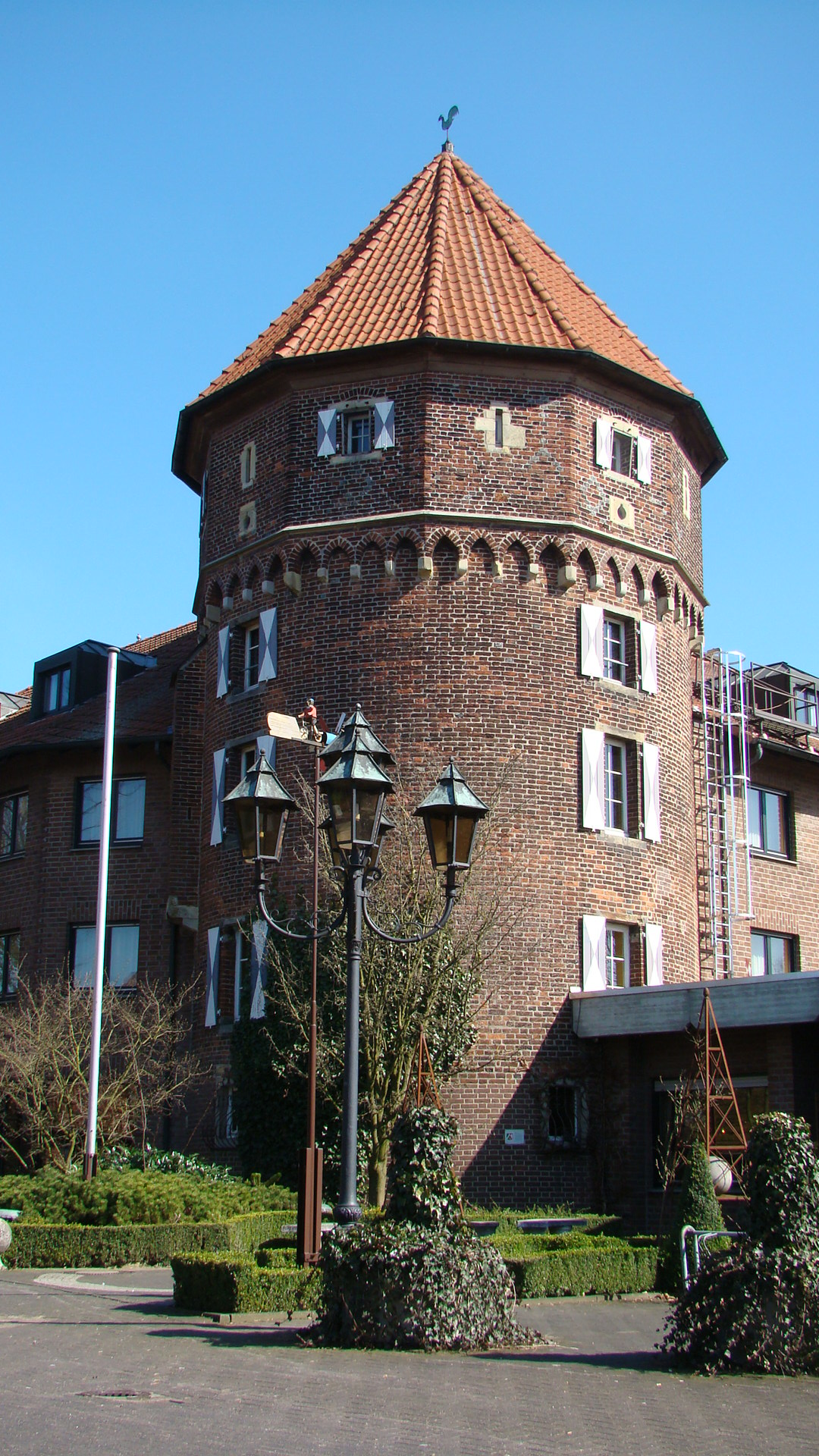
Burgturm

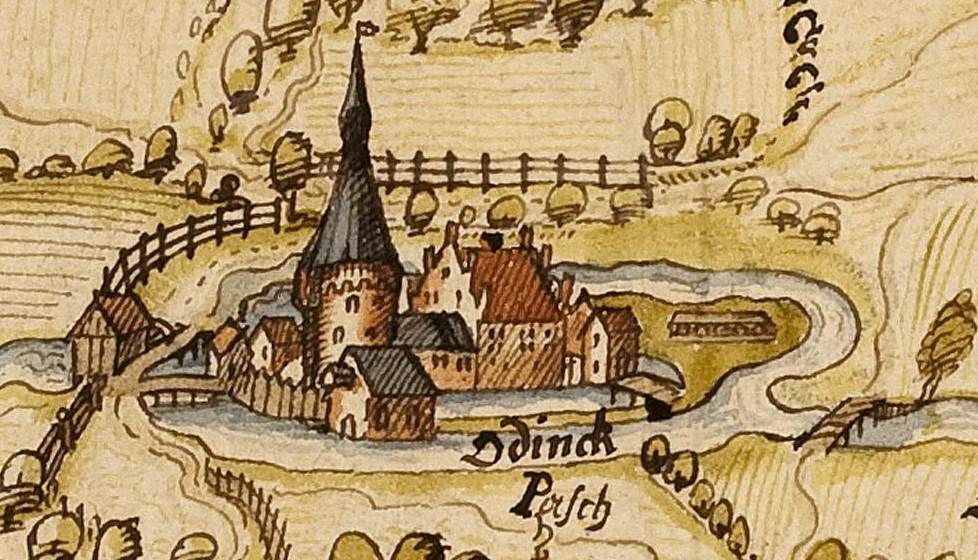
Burg Oeding um 1599

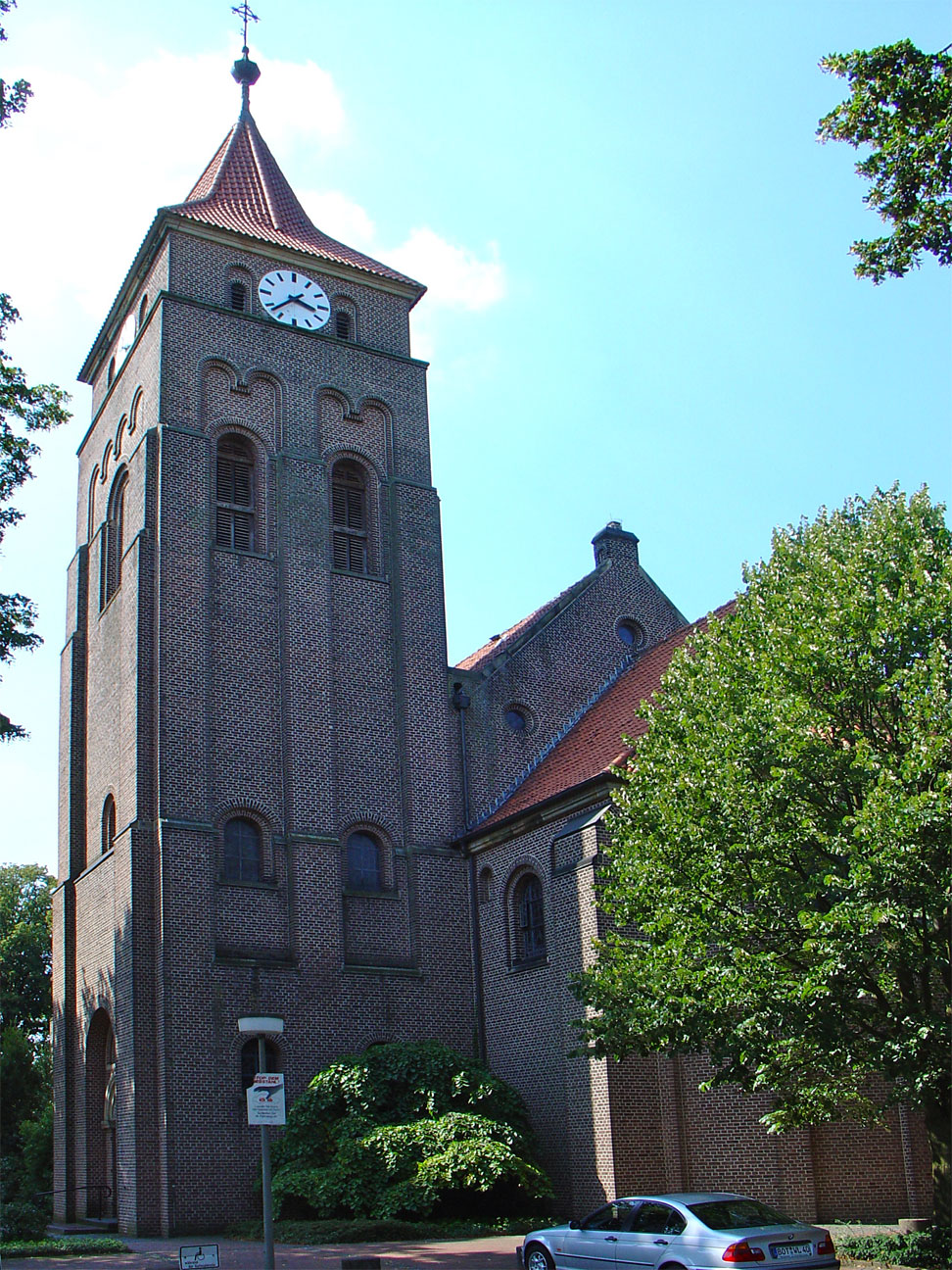
St. Jakobus, Oeding

Der Knappe Johann von Bermentvelde (Barnsfeld, Berntvelde) verkaufte am 18. April 1353 seinen Haupthof Oeding im Kirchspiel Südlohn mit Mühle, Burg, Gebäuden, Fischteichen und Zubehör für 400 Mark an Bischof Ludwig II. von Münster. Damit wurde erstmals urkundlich die Existenz der Burg Oeding sowie des Dorfes Oeding („Flecken Oeding in der Bauerschaft Nichtern“) belegt. Johann von Bermentvelde wurde jedoch sofort wieder mit der Burg belehnt und erhielt 1365 die Burg und den Haupthof Oeding zurück.
Das „Haus Oeding“ wurde, nachdem Bischof Florenz von Münster die Burg 1372 hatte zerstören und niederschleifen lassen, unmittelbar danach von Johann von Gemen wiedererrichtet. Gemen gestaltete die ehemalige Erdhügelburg nun als rechteckige Ringmantelburg nach dem Kastelltyp um, legte eine Hauptburg mit Vorburg an und ließ die Burgfreiheit besiedeln. Damit war der Grundstein für die Entwicklung des Ortes Oeding gelegt. Im Laufe der Geschichte wechselte die Burg häufig ihre Besitzer. Nach dem Verkauf an die Herren von Bermentfelde kam das Haus an Ambrosius von Viermünden (1517–1580), verheiratet mit Friderune von Morrien (urk. 1536–1556). Er wurde 1536 mit Oeding belehnt und kaufte 1555 den erblichen Anspruch auf Oeding. Sein Vater Philipp von Viermünden zu Medebach und Nordenbeck († 1528) war 1519 belehnt mit der münstersche „havezathe“ Mallem bei Eibergen/NL. Später ging der Besitz über an die Herren von Keppel und zuletzt auf die Herren von Mulert. 1839 wurden die Burg und die Besitzungen verkauft und die Gräben 1854 zugeschüttet. Die Gebäude wurden später bis auf den Burgturm und Teile des Gewölbes abgerissen.
Bei dem Turm aus der zweiten Hälfte des 15. Jahrhunderts und dem noch erhaltenen Burggewölbe handelt es sich um den letzten Rest der ehemaligen Burg Oeding, die auf das Jahr 1371/72 zurückgeht. Bei der aus einem Haupthof hervorgegangenen Burg Oeding wurde zu dieser Zeit ein Flecken angelegt. Es handelt sich also hier um den bedeutendsten geschichtlichen Platz des Ortsteiles Oeding. Von der ursprünglichen Wasserburg, ausgeführt als U-förmige Anlage, ist der runde Backsteinturm aus der zweiten Hälfte des 15. Jahrhunderts erhalten. Über einem Spitzbogenfries befindet sich ein zwölfeckiges Aufsatzgeschoß mit Büchsenpforten, Schießscharten und Zeltdach. Der Turm wurde mehrfach restauriert, zuletzt 1979, und ist heute in ein Hotelneubau integriert (seit 1979).

### St.-Jakobus-Kirche in Oeding
Die römisch-katholische Pfarrkirche St. Jakobus wurde 1910–1911 nach einem Entwurf des Berliner Architekten Heinrich Jennen (1872–1920) errichtet. In ihrer architektonischen Gestaltung verbinden sich romanische und barocke Elemente zu einem neoromanischen, späthistoristischen Stil. Die Farbverglasungen, die von dem Maler Heinrich Nüttgens nach nazarenischer Kunstauffassung gestaltet wurden, lassen in ihren geometrisch-ornamentalen Teilen Einflüsse des Jugendstils erkennen. Teile der barocken Ausstattung der Vorgängerkirche am Burgring wurden in den Neubau übernommen. Der 1915 geschaffene Hochaltar korrespondiert durch seine Medaillons mit den Rundbogenfenstern des Haupteingangs.
2021/2022 wurde die Kirche umgebaut, renoviert und neben der Kirche ein Pfarrheim neu gebaut. Dabei wurde im letzten Joch der Kirche der Gemeindesaal in den Kirchenraum integriert.

### Evangelische Johannes-Kirche in Oeding

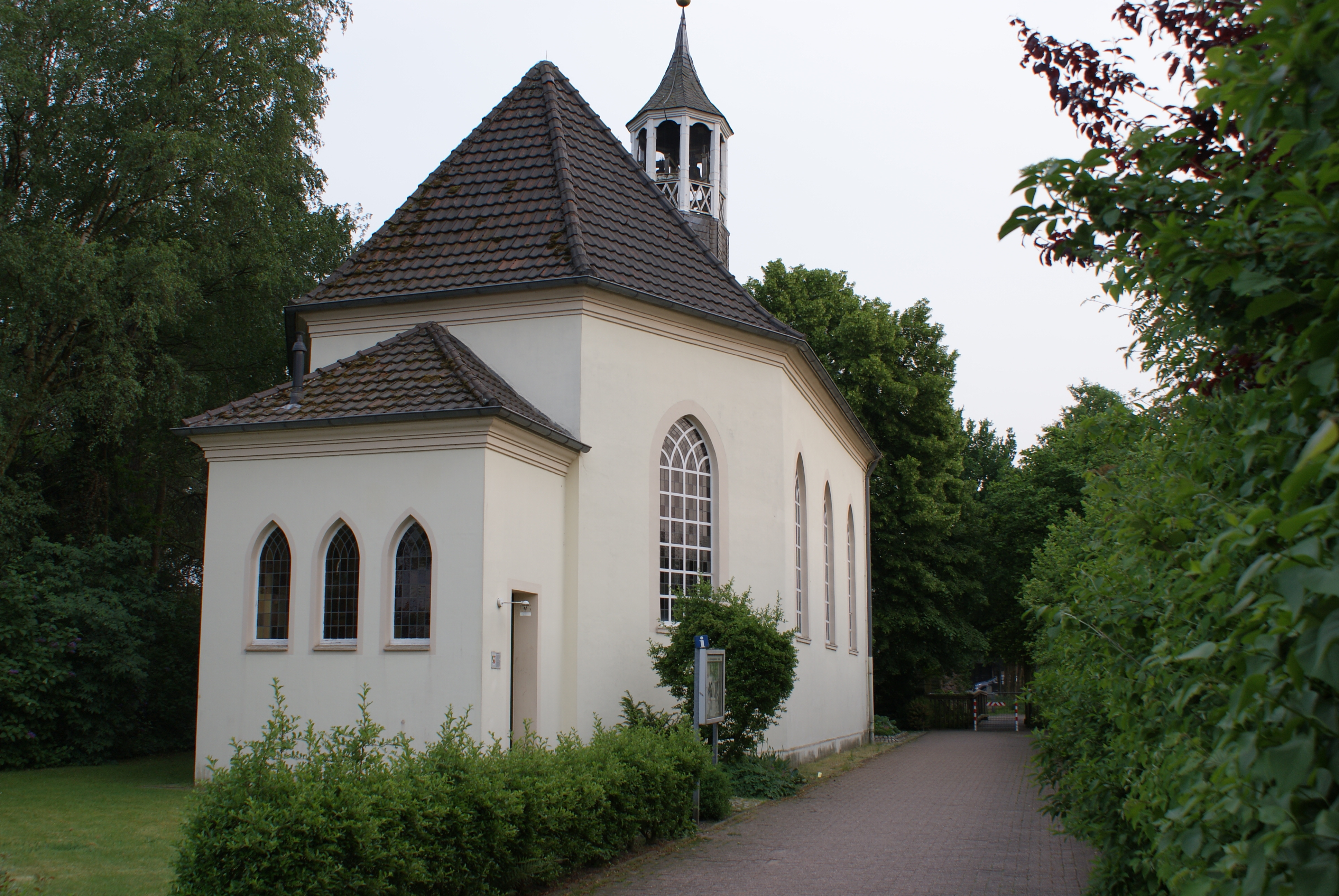
Evangelische Johannes-Kirche Oeding

Spätestens seit Mitte des 17. Jahrhunderts lebten in Südlohn und Oeding mehrere evangelische Christen. Mit dem Beginn der preußischen Herrschaft 1815 wurde die Zahl der Protestanten durch Verwaltungspersonal und Grenzbeamte vergrößert. In dieser Gegend des Münsterlandes gab es aber neben Gemen nur in Werth und Bocholt evangelische Kirchengemeinden. Da die Entfernungen groß und die Wege schlecht waren, wuchs das Bedürfnis nach einer eigenen Gemeinde. Diese wurde 1823 durch König Friedrich Wilhelm III. von Preußen genehmigt und die Evangelische Kirchengemeinde Oeding gegründet, zu der heute noch Burlo, Südlohn und Weseke gehören.
Schon am zweiten Weihnachtstag 1822 konnte zum ersten Mal in Oeding ein evangelischer Gottesdienst gefeiert werden. Dieser wurde in dem alten Wirtschaftsgebäude des Guts Haus Oeding abgehalten, dessen Besitzer Freiherrn von Mulert zu Nymwegen war. Von Mulert schenkte 1823 der Kirchengemeinde den Teil des Gebäudes, der den Andachtsraum enthielt.
Nach dem Abbruch des alten Gebäudes 1824 errichtete die Kirchengemeinde mit tatkräftiger Unterstützung des Frh. v. Mulert die jetzt noch bestehende evangelische Kapelle. Der Grundstein wurde am 8. Mai 1824 gelegt. Am 11. August 1825 wurde das Gotteshaus eingeweiht. Es handelt sich um einen kleinen klassizistischen Saalbau und ist von den Niederlanden geprägt. Die schlichte zeitgenössische Ausstattung blieb erhalten. Im Jahre 1984 wurde die Kirche in die Denkmalliste der Gemeinde Südlohn aufgenommen.

### Alte Grenzsteine von 1766 entlang der Deutsch-Niederländischen Grenze

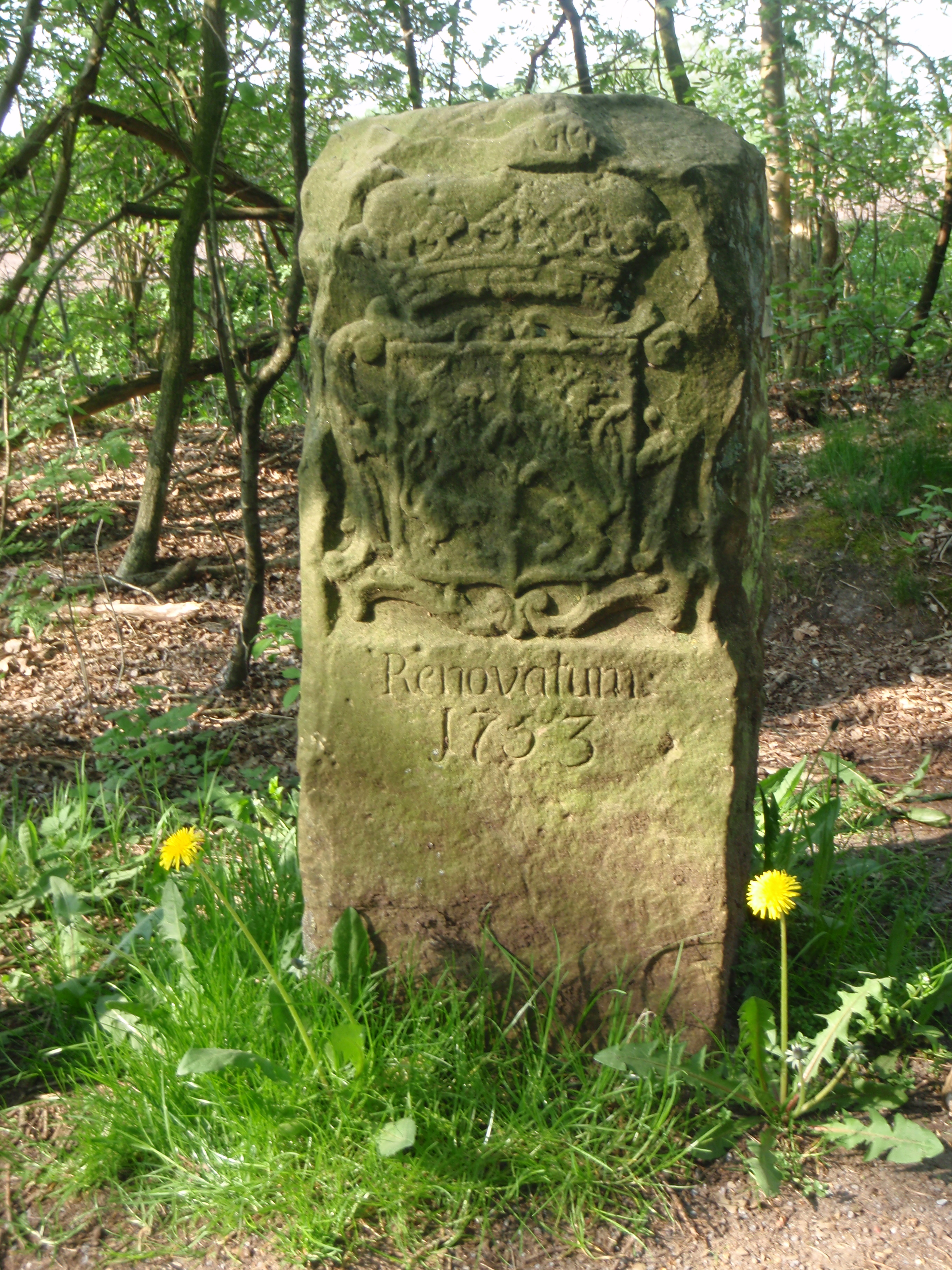
St.-Vitus-Stein

Entlang der Grenze zu den Niederlanden finden sich noch zahlreiche alte Grenzsteine von 1766. Sie wurden nach der Burloer Konvention vom 19. Oktober 1765 auf dem benachbarten Kloster Mariengarden in Burlo (heute Ortsteil der Stadt Borken) aus Bentheimer Sandstein errichtet und tragen größtenteils die Wappen der Herzöge von Geldern (Hogdom Geldern) und der Fürstbischöfe von Münster (Hochstift Münster). Die bedeutendsten Grenzsteine sind jedoch der „St.-Vitus-Stein“ im Schnittpunkt der Gemeindegrenzen Südlohn – Winterswijk und Vreden sowie der „Hakenstein“ unweit davon im Südlohner Venn. Beide wurden bereits 1753 als Ersatz für hölzerne Pfähle errichtet („Renovatum“). Sie waren die Vorbilder für die Grenzsteine von 1766 und sind noch reichhaltiger gestaltet. Seit Setzung der historischen Grenzsteine 1766 ist die Grenze zwischen dem Westmünsterland und dem benachbarten Gelderland stabil.
Der Kommiesenpatt bzw. „Kommiezenpad“ führt über circa 18 km als Wanderweg über zahlreiche alte „Zöllner- und Schmugglerpfade“ entlang der grünen Grenze vom St.-Vitus-Stein bis zum Burloer Kloster. Auf mehreren Informationstafeln werden dem Wanderer dabei viele interessante Informationen über die gemeinsame Geschichte, über die Natur und Landschaft sowie über die Grenze selbst erzählt. Eine Broschüre ist bei der örtlichen Touristinfo erhältlich.

### Rexing-Wegekreuz

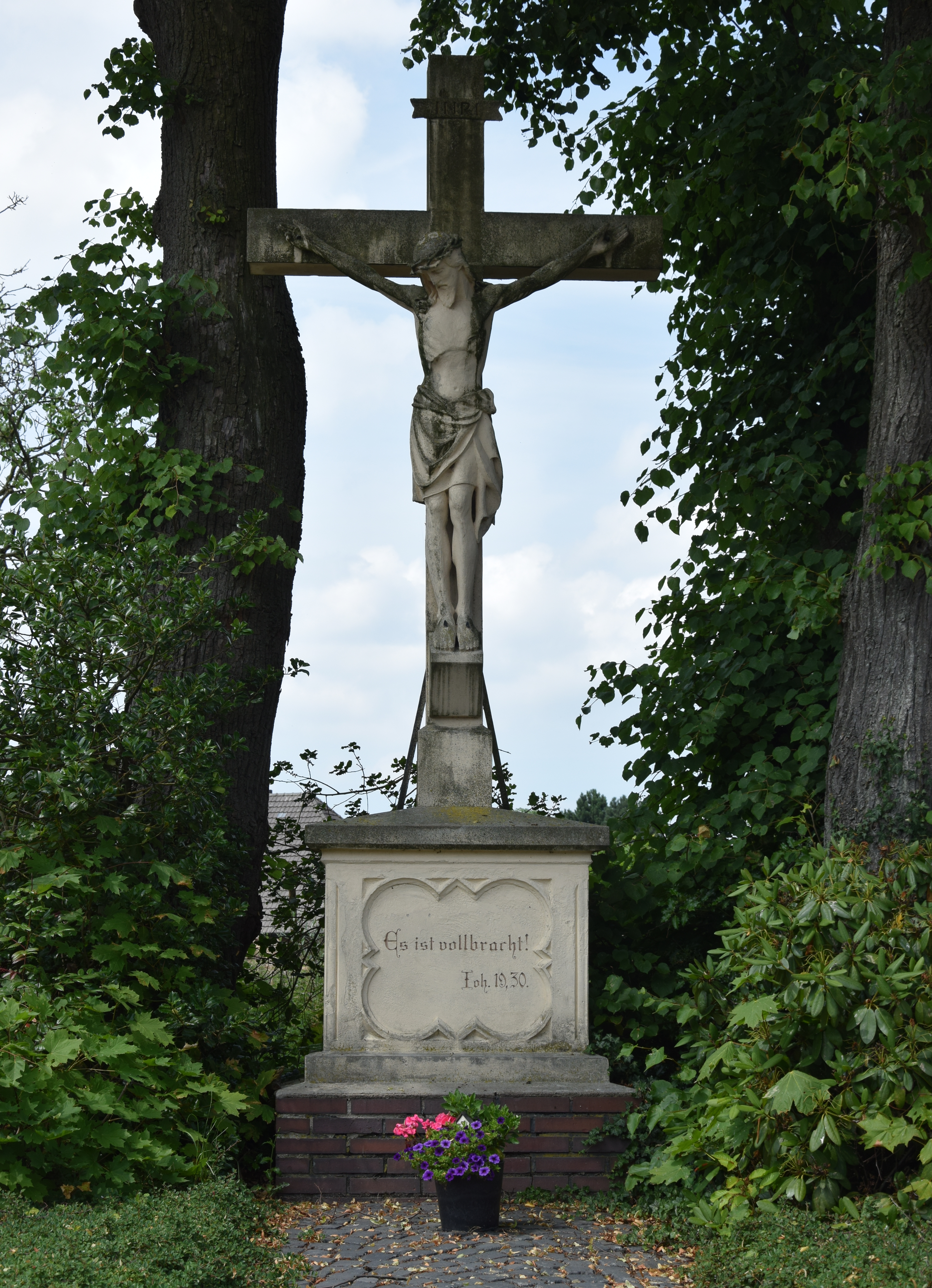
Das Rexing-Wegekreuz an der Südlohner Bahnhofstraße

An der heutigen Bahnhofstraße steht seit dem Jahr 1901 ein neugotisches Wegekreuz aus Sandstein. Der Kreuzbaum aus gemauertem Sandstein entwächst einem verputzten Tisch. Unterhalb der Tischplatte ist ein rechteckiges Feld mit vier Kreisornamenten angebracht, die von vier unterschiedlichen Spitzornamenten zusammengehalten werden. Sie trägt die Inschrift nach Johannes Kapitel 19, Vers 30, „Es ist vollbracht!“. Seit dem Jahr 1986 ist das Rexing-Wegekreuz in die Denkmalliste von Südlohn eingetragen.

## Kulturelle Einrichtungen und Veranstaltungen
Mehrmals im Jahr finden in der öffentl. Begegnungsstätte „Haus Wilmers“ in Südlohn in Zusammenarbeit mit der VHS aktuelles forum Ahaus, kulturelle Veranstaltungen wie Konzerte, Dichter-Lesungen, Kleinkunstbühne u. ä. statt.
Einen größeren Rahmen für Veranstaltungen bietet die Jakobihalle im Ortsteil Oeding. So finden dort häufiger Konzerte, zum Beispiel der örtlichen Musikvereine, statt, aber auch Ausstellungen und sonstige Veranstaltungen wie zum Beispiel Karnevalssitzungen (KKG-Oeding) oder Schützenfeste werden dort durchgeführt. Ansonsten steht die Halle den Sportvereinen als Wettkampf- und Trainingsstätte zur Verfügung.
Der Spielmannszug Südlohn sowie der Spielmannszug Oeding haben sich in der Vergangenheit durch erfolgreiche Teilnahmen an überregionalen Musikfesten und Wettstreiten einen Namen gemacht. Auch die Musikkapelle Südlohn, bereits im Jahr 1908 gegründet, ist über die Gemeindegrenzen hinaus bekannt. Neben den genannten Vereinen fördert außerdem eine in kommunaler Trägerschaft stehende Musikschule die musikalische Ausbildung von Kindern und Jugendlichen.
Im Verlauf eines Jahres werden in der Gemeinde vier Schützenfeste gefeiert, pro Ortsteil jeweils ein Bürger- und ein Bauernschützenfest. In den letzten Jahren hat sich darüber hinaus aus dem Südlohner Kinderkarneval ein Karnevalsumzug am Samstag vor Rosenmontag durch die Südlohner Ortsmitte entwickelt.
Jedes Jahr findet Anfang Juni eine "Hüttentour" statt. An diesem Termin werden die auf dem Gemeindegebiet vorhandenen Schutzhütten von den örtlichen Gastronomen bewirtschaftet. Die 37,5 km lange Route ist beschildert und kann jederzeit auch auf 4 Teilstrecken erradelt werden.

## Bildung und Schulen
Jeder Ortsteil beheimatet eine eigene Grundschule, in Südlohn die St.-Vitus-Grundschule und in Oeding die Von-Galen-Grundschule. Weiterführende Schulen befinden sich in den Nachbargemeinden Stadtlohn, Vreden und Borken mit Burlo (Gymnasium Mariengarden) und Weseke (Realschule).
Außerdem ist in Südlohn die Hans-Christian-Andersen-Schule beheimatet. Hierbei handelt es sich um die Förderschule des Kreises Borken mit dem Förderschwerpunkt Emotionale und soziale Entwicklung Primar- und Sekundarstufe I.
Angebote der Erwachsenenbildung stellt die Volkshochschule Ahaus auch durch Kurse im Gemeindegebiet zur Verfügung. Die Bücherei Stadtlohn unterhält darüber hinaus in Südlohn und Oeding Zweigstellen.

## Sport
Die beiden mitgliederstärksten Sportvereine der Gemeinde sind der FC Oeding und der SC Südlohn. Beide Vereine sind vor allem im Fußballbereich aktiv, betreiben aber auch andere Sportarten und Breitensport.
Weiterhin sind in der Gemeinde die Tennisvereine Blau-Weiß Oeding und Grün-Weiß Südlohn und der Südlohner Schachverein beheimatet. Pferdesport wird auf der Reitanlage des Reit- und Fahrvereins Südlohn-Oeding betrieben.

## Verkehr

### Individualverkehr
Die Gemeinde Südlohn liegt direkt an der deutsch-niederländischen Grenze und ist an der B 70 und der B 525 sowie an einer wichtigen Nord-Süd-Verbindung innerhalb des Kreises Borken, der „Baumwollstraße“ (L 572), gelegen. Die A 31 ist schnell über die Anschlussstelle Gescher/Coesfeld erreichbar. Auch das niederländische Autobahnnetz ist in kurzer Entfernung um die N 318/319 an der A 18/A 12 bzw. A 1 erreichbar.
Das Radwegenetz ist in der Gemeinde wie im gesamten Münsterland gut ausgebaut und entsprechend beschildert. Es führen folgende Radrouten durch Südlohn: die 100-Schlösser-Route, die Flamingoroute, die Agri-Cultura-Route und die Slingeroute.

### Öffentlicher Personenverkehr

#### Bus
Anschlüsse an das überregionale Verkehrsnetz bestehen über die Bahnhöfe in Borken (stündlich Züge nach Essen und Anschluss an die Schnellbuslinie S75 Bocholt-Münster) sowie Ahaus (stündlich Züge nach Enschede und Dortmund über Coesfeld sowie Anschluss an die Schnellbuslinien S70/S71 Vreden-Ahaus-Schöppingen-Münster). Ab Coesfeld fahren halbstündlich Züge nach Münster. Die Bahnhöfe Borken und Ahaus werden halbstündlich mit dem Regionalbus R76 ab dem Ortsteil Südlohn erreicht. Die Gemeinde ist in das Liniennetz der Unternehmen Westfalenbus und Regionalverkehr Münsterland eingebunden.
Seit dem 1. September 2022 ist die Gemeinde Südlohn über die Haltestelle Woorteweg im Ortsteil Oeding an die überregionale Express-Buslinie „Baumwollexpress“ X80 angebunden. Das vom Kreis Borken initiierte Projekt verbindet entlang der holländischen Grenze die Stadt Bocholt mit dem Bahnhof des Kurortes Bad Bentheim. In Bocholt bestehen direkte Bahnanschlüsse nach Wesel und Düsseldorf und in Bad Bentheim nach Amsterdam und Berlin.
Innerhalb Südlohns verkehrt der Bürgerbus. Hierdurch wird auch eine Verbindung zur Nachbarstadt Stadtlohn und über die Grenze nach Winterswijk angeboten.

#### Bahn (Geschichte)
Von 1902 bis 1988 durchquerte die Bahnstrecke Borken–Burgsteinfurt („Nordbahn“) Südlohner Gemeindegebiet. In Folge der einsetzenden Massenmotorisierung, veränderter verkehrspolitischer Prioritäten und ausgedünnter Fahrpläne wurde der Personenverkehr schließlich vollständig am 30. September 1975 und der Güterverkehr am 31. Januar 1988 eingestellt, gefolgt vom sofortigen und vollständigen Abbau des Gleisstranges. Seit Februar 2021 wird über eine Reaktivierung der Bahnstrecke zum Zweck eines leistungsfähigeren ÖPNV diskutiert.

## Persönlichkeiten
In Südlohn geborene Persönlichkeiten sowie weitere für Südlohn bedeutende Personen sind in der Liste von Persönlichkeiten der Gemeinde Südlohn aufgeführt.